# 棡原村
棡原村（ゆずりはらむら）は山梨県北都留郡にあった村。現在の上野原市棡原にあたる。

## 地理
- 山：熊倉山、土俵岳、丸山
- 河川：鶴川

## 歴史
- 1889年（明治22年）7月1日 - 町村制の施行により、棡原村の区域をもって、棡原村が発足する。
- 1955年（昭和30年）4月1日 - 上野原町、棡原村、西原村、島田村、大鶴村、巌村、甲東村及び大目村が合併して、改めて上野原町が発足する。